# Ottohans Beier
Ottohans Beier (* 9. Oktober 1892 in Karlsruhe; † 2. Februar 1979 in München) war ein deutscher Maler, Zeichner, Grafiker und Exlibriskünstler, der überwiegend in München gearbeitet hat.

## Leben
1913/14 studierte Beier an der Kunstgewerbeschule in Karlsruhe und leistete 1914–1918 Kriegsdienst. In englischer Kriegsgefangenschaft gab er die Lagerzeitung „Piepmatz“ heraus. Ab 1919 lebte Beier in München. 1933–1958 war er Lehrer für Grafik an der Bayerischen Staatslehranstalt für Lichtbildwesen. In der Druckgrafik arbeitete vor allem in den Techniken Lithographie und Radierung.
Die Nazis beschlagnahmten und vernichteten zwar 1937 in der Aktion „Entartete Kunst“ aus der Städtischen Galerie Nürnberg sein Ölgemälde Die beiden Schwestern, aber seine sachlich historisierenden Genrebilder fanden bei ihnen Anklang, obwohl Beier nicht Mitglied der NSDAP wurde. Er beteiligte sich von 1937 bis 1941 mit neun Zeichnungen und Druckgrafiken an den Großen Deutschen Kunstausstellungen in München und 1943 an der Ausstellung „Junge Kunst im Deutschen Reich“ im Wiener Künstlerhaus. 1938 erwarb Hitler in München die Federzeichnung Heimkehr der Fischer und u. a. das Luftgaukommando II in München einen Abzug der großformatigen Radierung Die Bammelstecher. Beier gestaltete 272 Exlibris.
1946 zählte Beier zu den Neugründungsmitgliedern des Vereins für Original-Radierung.
Ein Teil seines schriftlichen Nachlasses liegt im Deutschen Kunstarchiv im Germanischen Nationalmuseum in Nürnberg.

## Auszeichnungen
- 1930 Dürer-Preis
- 1937 Goldene Medaille an der Weltausstellung

## Werke
Werke des Künstlers befinden sich in den Bayerischen Staatsgemäldesammlungen und der Staatlichen Graphischen Sammlung München.